# Kenneth Choi
Kenneth Choi, detto Ken (Chicago, 20 ottobre 1971), è un attore statunitense.

## Biografia
L'attore è nato a Chicago ed ha origini coreane. Ha inizialmente studiato per diventare un commercialista, laureandosi alla Purdue University, decidendo in seguito di diventare un attore. È diventato famoso per aver interpretato il personaggio di Henry Lyn nella serie televisiva Sons of Anarchy. È inoltre conosciuto per l'interpretazioni di Jim Morita in Captain America - Il primo Vendicatore, di Chester Ming in The Wolf of Wall Street, di Lewis in The Last Man on Earth e di "Chimney" Han in 9-1-1.

## Filmografia parziale

### Attore

#### Cinema
- Deep Core 2000 (Deep Core), regia di Rodney McDonald (2000)
- Timecop 2: The Berlin Decision, regia di Steve Boyum – direct-to-video (2003)
- The Terminal, regia di Steven Spielberg (2004)
- Undoing, regia di Chris Chan Lee (2006)
- Rogue - Il solitario (War), regia di Philip G. Atwell (2007)
- Baby, regia di Juwan Chung (2007)
- La notte non aspetta (Street Kings), regia di David Ayer (2008)
- Captain America - Il primo Vendicatore (Captain America: The First Avenger), regia di Joe Johnston (2011)
- Red Dawn - Alba rossa (Red Dawn), regia di Dan Bradley (2012)
- The Wolf of Wall Street, regia di Martin Scorsese (2013)
- Suicide Squad, regia di David Ayer (2016)
- Spider-Man: Homecoming, regia di Jon Watts (2017)
- Bright, regia di David Ayer (2017)
- Truffatori in erba (Gringo), regia di Nash Edgerton (2018)
- Hotel Artemis, regia di Drew Pearce (2018)
- Office Uprising, regia di Lin Oeding (2018)
- 88, regia di Eromose (2022)

#### Televisione
- Halloweentown - Streghe si nasce (Halloweentown), regia di Duwayne Dunham – film TV (1998)
- West Wing - Tutti gli uomini del Presidente (The West Wing) – serie TV, episodio 1x18 (2000)
- Roswell – serie TV, episodio 2x01 (2000)
- V.I.P. – serie TV, episodio 3x07 (2000)
- Crossing Jordan – serie TV, episodio 2x18 (2003)
- Dr. House - Medical Division (House, M.D.) – serie TV, episodi 1x04-1x18 (2004-2005)
- CSI - Scena del crimine (CSI: Crime Scene Investigation) – serie TV, episodio 7x07 (2006)
- 24 – serie TV, 4 episodi (2007)
- Samurai Girl, regia di Bryan Spicer, Pat Williams e Christopher Leitch – miniserie TV (2008)
- Sons of Anarchy – serie TV, 14 episodi (2008-2014)
- Heroes – serie TV , episodio 3x22 (2009)
- Burning Hollywood – serie TV , 6 episodi (2009)
- Glee – serie TV, episodi 1x02-1x07 (2009)
- Hawthorne - Angeli in corsia (Hawthorne) – serie TV, episodi 2x01-2x02-2x03 (2010)
- Longmire – serie TV, episodio 2x09 (2013)
- Ironside – serie TV, 9 episodi (2013)
- Agents of S.H.I.E.L.D. – serie TV, episodio 2x01 (2014)
- Allegiance – serie TV, 13 episodi (2015)
- American Crime Story – serie TV, 7 episodi (2016)
- The Last Man on Earth – serie TV, 10 episodi (2016-2017)
- Counterpart – serie TV, 4 episodi (2018)
- 9-1-1 – serie TV, 86 episodi (2018-in corso)

#### Videoclip
- OneRepublic – Wherever I Go (2016)

## Doppiatori italiani
Nelle versioni in italiano delle opere in cui ha recitato, Kenneth Choi è stato doppiato da:
- Stefano Santerini in Sons of Anarchy (ep. 1x05), Agents of S.H.I.E.L.D.
- Francesco Meoni in Red Dawn - Alba rossa, American Crime Story
- Luigi Ferraro in Crossing Jordan, Hotel Artemis
- Stefano Billi in Dr. House - Medical Division
- Giuliano Bonetto in Baby
- Emiliano Ragno in La notte non aspetta
- Oreste Baldini in CSI - Scena del crimine
- Fabrizio Vidale in Samurai Girl
- Edoardo Nevola in Sons of Anarchy (st.2, ep. 3x03, 5x06, 5x12)
- Stefano Miceli in Sons of Anarchy (ep. 5x11, st.7)
- Alessandro Budroni in Glee
- Gaetano Varcasia in Senza traccia
- Achille D'Aniello in L'uomo di casa
- Fabrizio Russotto in The Wolf of Wall Street
- Roberto Accornero in Ironside
- Riccardo Scarafoni in Allegiance
- Alessandro Quarta in The Last Man on Earth
- Nanni Baldini in 9-1-1